# Asuoremixta
Asuoremixta (łac. Diocesis Asuoremixtensis) – stolica historycznej diecezji w Cesarstwie rzymskim, w prowincji Mauretania Sitifense, zlikwidowana w VII w. podczas ekspansji islamskiej, współcześnie w północnej Algierii. Obecnie katolickie biskupstwo tytularne.

## Biskupi
| Lp. | Biskup                            | Funkcja                               | Od               | Do               |
| --- | --------------------------------- | ------------------------------------- | ---------------- | ---------------- |
| 1   | Jorge Francisco Mosquera Barreiro | wikariusz apostolski Zamory (Ekwador) | 21 kwietnia 1964 | 26 września 1990 |
| 2   | Woldetensaé Ghebreghiorghis       | wikariusz apostolski Harar (Etiopia)  | 21 grudnia 1992  |                  |